# Marius Røhne

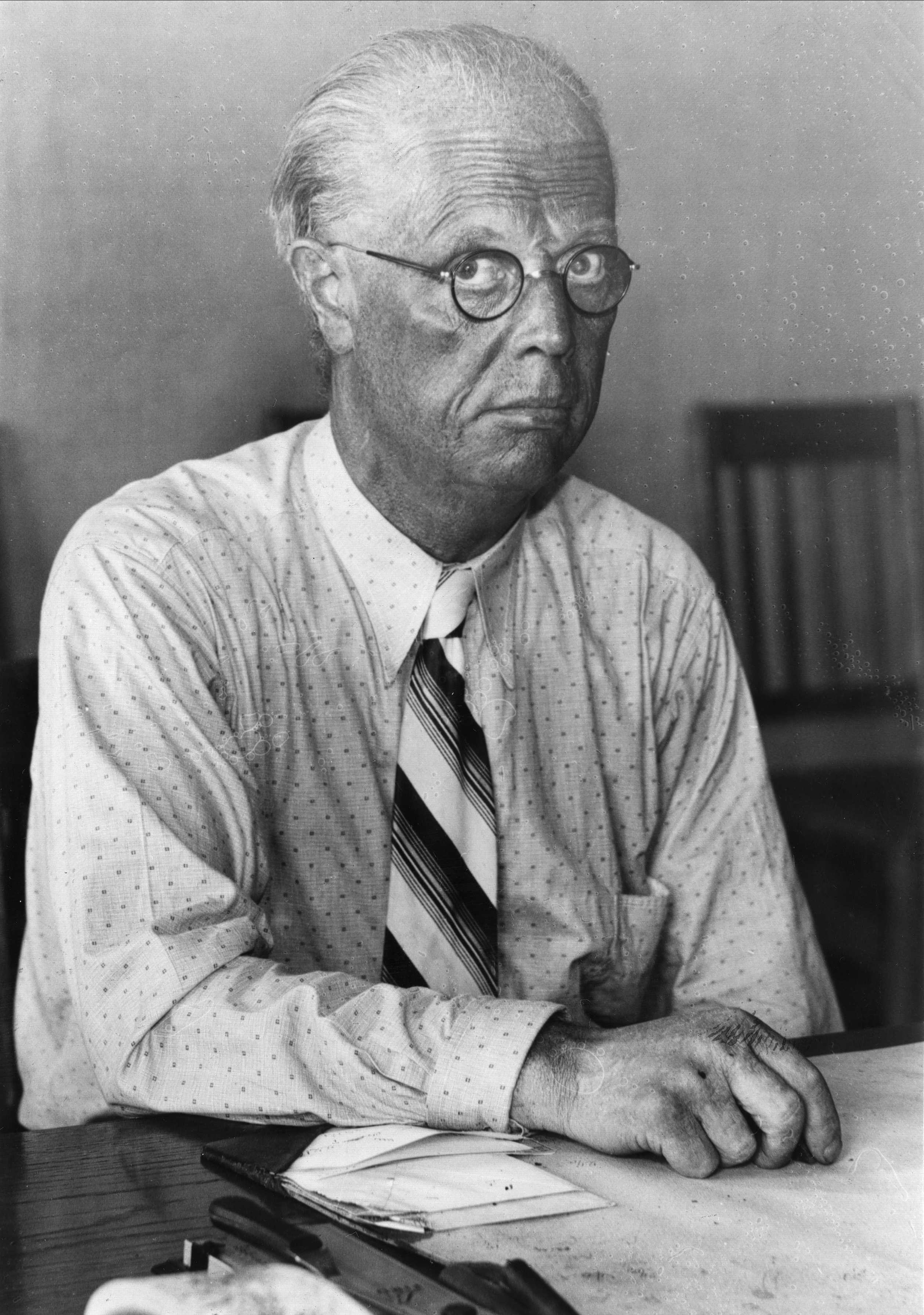
Marius Røhne.

Marius Ingolf Røhne, född 25 april 1883 i Løten, Hedemarkens amt, död 30 augusti 1966 i Oslo, var en norsk trädgårdsmästare.
Røhne, som var son till lantbrukare Mons Røhne och Inger Marie Jakobsdatter Helseth. gick efter lärlingsår en tvåårig utbildning vid Rosenborgs slottsträdgård i Danmark och praktiserade hos Edvard Glæsel i Köpenhamn. Han antogs till Norges landbrugshøgskole 1909 och blev trädgårdskandidat 1911. Han praktiserade därefter i Köpenhamn och Düsseldorf, blev trädgårdsarkitekt i Oslo 1913, var sekreterare vid Jubileumsutställningen 1914 och stadsträdgårdsmästare i Oslo från 1916. Han utgav Oslo kommunale park- og grønnanlegg 1810–1948 (1949).